# نبيل خوري
نبيل خوري (1929 - 2002) هو روائي مقدسي فلسطيني، ولد في حارة النصارى في البلدة القديمة في القدس. حاز على الإجازة في الصحافة من جامعة القاهرة، له العديد من المقالات الصحفية في العديد من الصحف العربية والعالمية كما له مجموعة كبيرة من الروايات من أشهرها ثلاثية فلسطين، وأسس العديد من المجلات وكان مديرًا عاماً للبرامج في الإذاعة اللبنانية في عهد الرئيس اللبناني الراحل فؤاد شهاب.

## حياته المهنية
أديب وقاص وصحافي وإذاعي، بدأ رحلته مع الصحافة عام 1950. نُشرت له مؤلفات في القصة والرواية والمقالة، آخرها "رأي في 3000 يوم"، وكتب بلا انقطاع منذ 1955، وأسس وترأس تحرير مجلة "المستقبل" في باريس عام 1977، وترأس مجلة "الحوادث" اللبنانية، ومعلقاً يومياً في إذاعة "الشرق"، كما أسس مجلة "الحسناء" وتولى رئاسة تحريرها، وعمل في إذاعة صوت أميركا، ودار الصياد، والحوادث، والأهرام، والقدس، والنهار.
كانت “اخبار البلد” قد خصصت ملفاً خاصاً عن ابن حارة النصارى الصحفي نبيل خوري نقلت ما قاله الكاتب والصحفي المعروف ناصر الدين النشاشيبي في إثراء المكتبة العربية، من خلال ترك بصمات واضحة خاصة في الإعلام اللبناني والعربي المهاجر في الغرب. كان من أوائل من عمل على توثيق الإحتلال الإسرائيلي في عام 1967 روائياً، من خلال روايته "حارة النصارى" في القدس، التي جاءت بعد أشهر من إحتلال القدس الشرقية لتوثق بأسلوب سردي مميز مآل الحالة الاجتماعية والسياسية والوطنية خلال حرب حزيران، وتداعيات الهزيمة على الشعب الفلسطيني.

## مؤلفاته
صدر له العديد من المؤلفات:
- كفر، (قصص)، المكتب التجاري، بيروت، 1954.
- ليلنا خمر، (قصص)، دار مكتبة الحياة، بيروت، 1959.[6]
- أوراق الشتاء، داررياض الريس.[7]
- المصباح الأزرق، (رواية)، 1957م، ط2، المؤسسة الأهلية، بيروت،1969.[8]
- راقصة على الزجاج، (رواية)، المؤسسة الأهلية، بيروت، 1958.[9]
- حارة النصارى، (رواية)، دار النهار، بيروت، 1969.[10]
- الرحيل، (رواية) دار الشرق، بيروت، 1973.
- ثلاثية فلسطين، (حارة النصارى- الرحيل- القناع) دار الشرق، بيروت، 1974.
- القناع، (رواية) دار الشرق، بيروت، 1974.
- الغربتان، رواية، دار الجديد، بيروت، 1993.
- الرقم الصغير، دار رياض الريس، لندن، 1995.
- ليلة القبض على الصحفي، دار رياض الريس، لندن.[11]
- الإمبراطورة الحزينة (سيرة) 1959.
- قصة مهرب (سيرة مشتركة مع سليم اللوزي) 1964.

## مقالاته
له العديد من المقالات الصحفية منها:
- مجتمع بلا رتوش، عام 1961.
- دفتر الصحافة، عام 1998.
- المرافئ القديمة، دار رياض الريس، لندن.[12]
- المقالات الغاضبة، دار رياض الريس، لندن.[13]
- آخر النهار، تقديم غسان تويني. دار رياض الريس، لندن.[14]
- أوراق الشتاء، دار رياض الريس، لندن.
- 3000 رأي في 3000 يوم، (أحاديث في إذاعة الشرق 2000)، دار رياض الريس، بيروت، 2003.

## قيل عنه
أطلق عليه صديقه القريب نجيب رياض الريس "الورّاق"، كما أطلق عليه أيضًَا "آخر الظرفاء رحل" يقول الصحفي والناشر نجيب الريس: كنت أنا ونبيل خوري نجلس معا نحلم سوية في المستقبل، المستقبل المجلة والمستقبل المهنة، حتى قذفت الحرب اللبنانية كلا منا على شاطئ، أنا في لندن وهو في باريس استأجرنا غرفة مكتب متواضعة تقاسمتها مع نبيل، أنا للتخطيط ل"المنار" في لندن، وهو استعداداً لإصدار "المستقبل" في باريس.
ما وصفه إيهاب بسيسو بتحقيق عودة ثقافية، عبر إعادة طباعة ثلاثية نبيل خوري، تكريسًا لمسيرته الإبداعية، ورمزية رواياته، وخاصة حارة النصارى، فهو عمل فلسطيني نتحدى فيه المسافة، ونتحدى فيه المنفى، حيث نعيد طباعته من على أرض فلسطين للمرة الأولى.. هنا الذاكرة، والحكاية، والتاريخ، مؤكدًا "إننا نواجه المنفى بالإصرار على الكتابة".
قال عنه رئيس الوزراء اللبناني الراحل رفيق الحريري: رحل المقدسي العربي نبيل خوري، الرجل الصحافي الكاتب احتضن هموم الوطن الواسع في حياة حفلت بالعطاء رغم هموم العيش في غربتين، الأولى عندما خرج من القدس والثانية عندما خرج من بيروت إلى باريس.